# Chiesa della Santa Famiglia di Nazareth
La chiesa della Santa Famiglia di Nazareth è la chiesa parrocchiale cattolica della città di Oulu, in Finlandia.

## Storia
La parrocchia della Sacra Famiglia di Nazareth è stata fondata nel 1992. Il suo territorio comprende l'intera provincia della Lapponia e la regione dell'Ostrobotnia settentrionale, nella provincia di Oulu.
L'edificio della chiesa è stata progettato dall'architetto italo-svizzero Gabriele Geronzi e si trova nel quartiere di Koskela, circa 4–5 km dal centro di Oulu. Papa Giovanni Paolo II ha benedetto la prima pietra della chiesa durante la sua visita in Finlandia nel 1989 e la prima parte della costruzione è stata completata nel 1991. La seconda parte è stata completata nel 2000.